# Kiwi (dagligvarubutik)

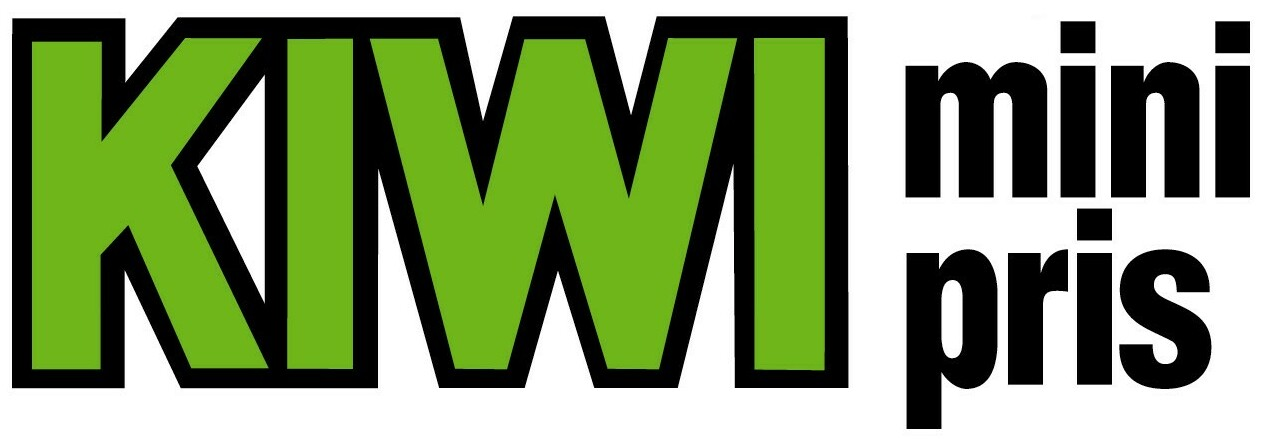
Kiwis logo.

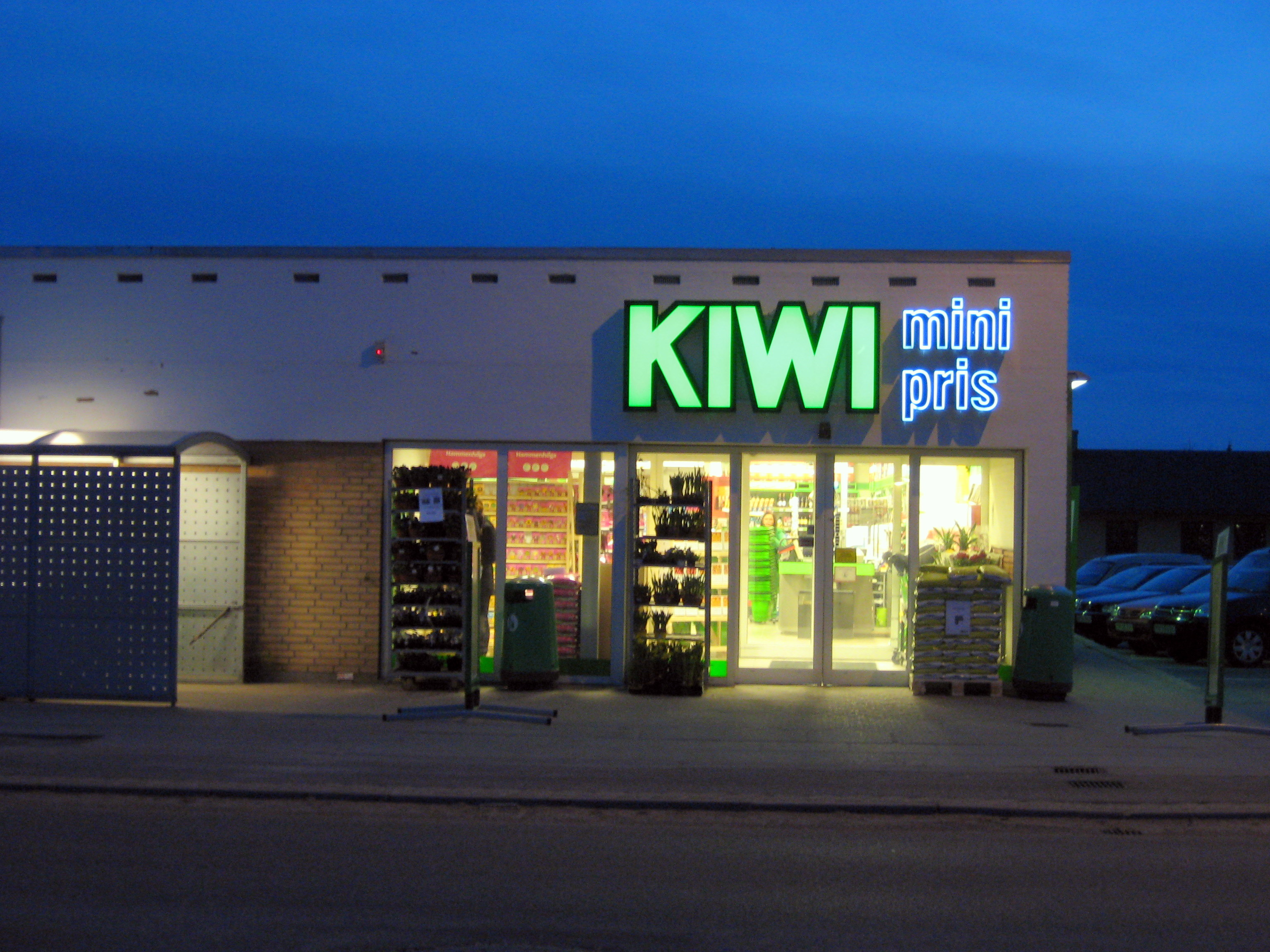
En Kiwibutik i danska Hjørring.

Kiwi är en norsk dagligvarukedja. Kedjan är i dag en del av Norgesgruppen. Den har upplevt snabb växt de senaste åren[när?] och bestod 2006 av ca 400 butiker. Per Erik Burud var från 1991 direktör i företaget Kiwi Norge AS, han var verksam där fram till sin död 2011. Namnet på butikskedjan kommer från efternamnen på grundarna Tor och Henning Kirkeng och Svein Wike, där de två första bokstäverna bildar KIWI. 
KIWI:s produkter har tre prisnivåer: Välkända märken som är det dyraste alternativet, ett som är billigare med lågprismärken som Eldorado, Fiskemannen, Unik och Fersk & Ferdig, och slutligen det ännu billigare alternativet First Price. Dessa lågprismärken används även av de andra NorgesGruppen-butikerna. 
2008 hade Kiwi vuxit till att bli den näst största dagligvarukedjan i Norge mätt i omsättning, och var 2011 den största i landet mätt i antal butiker.
Kiwi är en del av NorgesGruppen och hade i februari 2018 652 butiker i Norge och 103 butiker i Danmark, men den 28 april 2017 stängdes alla Kiwi-butiker i Danmark. 